# Stenostephanus latilabris
Stenostephanus latilabris är en akantusväxtart som först beskrevs av D.N. Gibson, och fick sitt nu gällande namn av T.F. Daniel. Stenostephanus latilabris ingår i släktet Stenostephanus och familjen akantusväxter. Inga underarter finns listade i Catalogue of Life.